# 北爱尔兰共产党
北爱尔兰共产党（英語：Communist Party of Northern Ireland，缩写为CPNI）是北爱尔兰的一个已不存在的共产主义政党。该党的形成源于1941年爱尔兰共产党的分裂。1970年，该党和爱尔兰工人党合并为新的爱尔兰共产党。